# 巴斯卡佩
巴斯卡佩（義大利語：Bascapè），是意大利帕维亚省的一个市镇。总面积13平方公里，人口1752人，人口密度134.8人/平方公里（2009年）。国家统计（ISTAT）代码为018009。